# Grafton (Iowa)
Grafton – miasto w Stanach Zjednoczonych, w stanie Iowa, w hrabstwie Worth. Zgodnie ze spisem statystycznym z 2000 roku, miasto liczyło 290 mieszkańców.